# Laophontidae
Laophontidae är en familj av kräftdjur. Laophontidae ingår i ordningen Harpacticoida, klassen Maxillopoda, fylumet leddjur och riket djur. Enligt Catalogue of Life omfattar familjen Laophontidae 210 arter. 

## Dottertaxa till Laophontidae, i alfabetisk ordning[1][2]
- Afrolaophonte
- Amerolaophontina
- Apolethon
- Arenolaophonte
- Asellopsis
- Cletopyllus
- Corbulaseta
- Coullia
- Donsiella
- Echinolaophonte
- Esola
- Folioquinpes
- Galapalaophonte
- Harrietella
- Hemilaophonte
- Heterolaophonte
- Hoplolaophonte
- Klieonychocamptoides
- Klieonychocamptus
- Laophonte
- Laophontina
- Lobitella
- Loureirophonte
- Microlaophonte
- Mictyricola
- Novolaophonte
- Onychocamptus
- Paralaophonte
- Paronychocamptus
- Pholenota
- Phycolaophonte
- Pilifera
- Platychelipus
- Psammolaophonte
- Pseudocleta
- Pseudocletopsyllis
- Pseudolaophonte
- Pseudonychocamptus
- Quinquelaophonte
- Robustunguis
- Sarsocletodes
- Stygolaophonte
- Tapholeon
- Xanthilaophonte